# Asociación de Fútbol No Amateur de Napo
La Asociación de Fútbol No Amateur de Napo es un subdivisión de la Federación Deportiva de Napo en el Ecuador. Funciona como asociación de equipos de fútbol dentro de la Provincia de Napo. Bajo las siglas AFNAN, esta agrupación está afiliada a la Federación Ecuatoriana de Fútbol.
La AFNAN incluye los siguientes equipos:

## Equipos inactivos
- Club Social, Cultural y Deportivo Aeropuerto (Tena)
- Club Social, Cultural y Deportivo Águilas (Tena)
- Club Social, Cultural y Deportivo Malta Shungo (Tena)
- Club Deportivo New Star (El Chaco)
- Club Deportivo Valle de Quijos (Quijos)

## Equipos desaparecidos
- Archidona Fútbol Club (Archidona)
- Club Social y Deportivo Archidona (Archidona)
- Club Social y Deportivo Tena (Tena)
- Club Social y Deportivo Napo (Tena)
- Club Social y Deportivo Misahuallí (Tena)
- Club Social y Deportivo Antisana (Tena)
- Club Social y Deportivo Pano (Tena)
- Club Social y Deportivo Jumandy (Tena)
- Club Social y Deportivo Quijos (Baeza)
- Club Social y Deportivo Baeza (Baeza)
- Club Social y Deportivo Sumaco (Sumaco)
- Club Social y Deportivo Papallacta (Papallacta)
- Club Social y Deportivo El Chaco (El Chaco)

### Campeonatos
| Equipo                                         | Campeonatos | Subcampeonatos | Años campeón           |
| ---------------------------------------------- | ----------- | -------------- | ---------------------- |
| Club Social, Cultural y Deportivo Malta Shungo | 4           | 1              | 2010, 2012, 2013, 2014 |
| Club Deportivo New Star                        | 2           | 4              | 2011, 2015             |
| Club Deportivo Valle de Quijos                 | 2           |                | 2016, 2017             |
| Club Social, Cultural y Deportivo Aeropuerto   | 0           | 1              |                        |